# Sandvík
Sandvík [ˈsanvʊik] és el poble situat més al nord de l'illa de Suðuroy, a les illes Fèroe. L'1 de gener de 2021 tenia 71 habitants (41 homes i 30 dones). Forma part del municipi de Hvalba.
Es troba al costat nord d'un fiord poc profund. El poble era conegut anteriorment com a Hvalvík (badia de les balenes). Va canviar el seu nom per Sandvík (badia de sorra) el 1913, ja que hi havia massa confusions amb la tramesa de correu perquè hi ha un altre poble anomenat Hvalvík a Streymoy. Sandvík era el nom que ja havia tingut durant l'època vikinga.
Sandvík està connectat amb la xarxa de carreteres de l'illa a través d'un túnel de 1500 metres de longitud anomenat Sandvíkartunnilin.

## Història

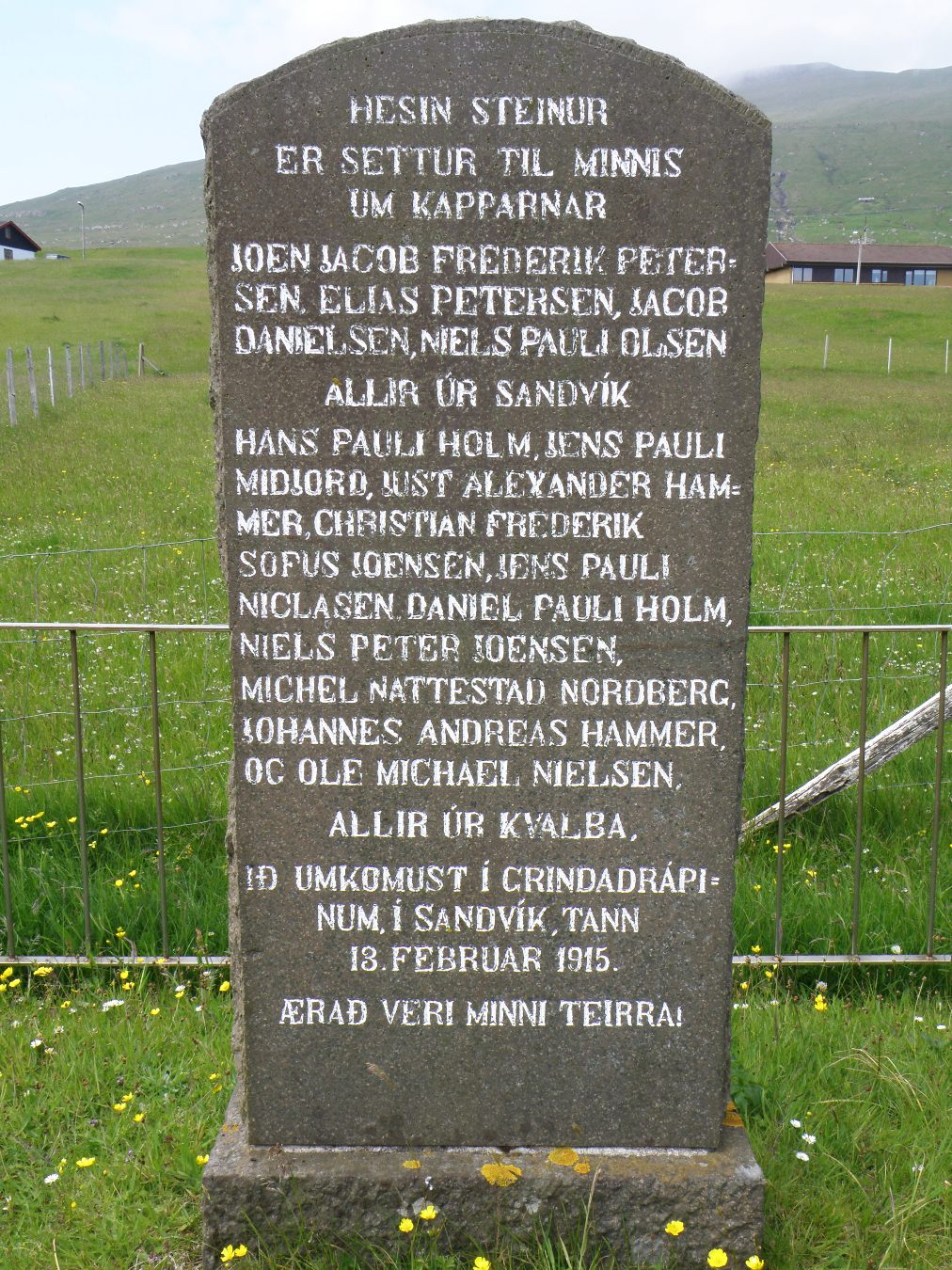
Memorial en record als joves morts al mar el 1915.

Sandvík és el lloc on la Saga dels feroesos diu que van assassinar al cap viking Sigmundur Brestisson després de nedar des de Skúvoy en un intent de fugir de Tróndur í Gøtu. Quan Sigmundur, esgotat, va creure que s'havia salvat perquè havia arribat fins a la costa, el pagès local Torgrímur Illi i els seus fills el van decapitar pel braçalet daurat que duia al braç.
El 1349 el poble va quedar deshabitat a causa de la Pesta Negra. Fins al 1816 no hi tornarà a viure gent.
L'església de Sandvík es va construir a Á Bø, a Froðba, el 1840. Més tard, el 1856, es va traslladar a Tvøroyri, perquè hi vivia més gent que no pas a Froðba. Finalment el 1908 es va traslladar a Sandvík, després que a Tvøroyri s'hi construís una església nova i més gran.
El 13 de febrer de 1915 es va produir un tràgic accident a Sandvík durant la caça de balenes a la badia. Dos dels vaixells van bolcar i 14 o 15 homes joves que anaven a bord van perdre la vida. Provenien de Sandvík i del poble veí de Hvalba. Un memorial a Sandvík recorda aquells morts.

## Cultura
Dos coneguts escriptors feroesos són originaris de Sandvík. Martin Joensen (1902-1966) va escriure dues novel·les, una de les quals el Fiskimenn de 1946 (El pescador) descriu la vida a bord d'un vaixell de pesca feroès. També va escriure la novel·la Tað lýsir á landi (publicada el 1952), tres col·leccions de narracions breus i un llibre de novel·les infantils i juvenils. Steinbjørn B. Jacobsen (1937-2012) va escriure 20 llibres infantils, 9 reculls de poesia, tres llibres de memòries, dues novel·les i una col·lecció de relats breus. A més, també va escriure diverses obres de teatre i per a la ràdio.